# George et A.J.
 (juillet 2025).
Si vous disposez d'ouvrages ou d'articles de référence ou si vous connaissez des sites web de qualité traitant du thème abordé ici, merci de compléter l'article en donnant les références utiles à sa vérifiabilité et en les liant à la section « Notes et références ».
Série
Doug en mission spéciale : Doug et Alpha (2009)
Pour plus de détails, voir Fiche technique et Distribution.
George et A. J. est un court-métrage d'animation américain  des studios Pixar réalisé par Josh Cooley en 2009. Il est associé au long métrage Là-haut.

## Synopsis
George et A. J. sont deux employés d'une maison de retraite, Shady Oaks, notamment chargés d'aller chercher en camionnette les futurs pensionnaires chez eux. Lorsqu'ils vont chercher Carl Fredricksen, celui-ci s'envole avec sa maison à l'aide de nombreux ballons de baudruche. Traumatisés par cette expérience, ils continuent néanmoins leur travail, mais d'autres retraités partent avec leur maison, abimant leur camionnette à chaque fois.
Carl revient un jour en ballon dirigeable, qui se pose sur la camionnette en l'écrasant. George et A. J. conviennent que c'est la chose la plus folle qui leur soit arrivé. Ils croisent alors Doug, le chien qui accompagne Carl, qui utilise la parole pour les saluer, grâce à un dispositif encastré dans son collier.

## Fiche technique
- Titre : George et A. J.
- Titre original : George and A. J.
- Réalisation : Josh Cooley
- Scénario : Josh Cooley
- Musique : John Debney
- Montage : Tim Fox et Jon Vargo
- Animation : Catherine Kelly
- Producteur : Galyn Susman, Jonas Rivera et Pete Docter
- Production : Pixar Animation Studios et Walt Disney Pictures
- Distribution : Walt Disney Distribution
- Format : couleurs
- Durée : 7 minutes
- Date de sortie :
  -  États-Unis : 12 novembre 2009

## Distribution

### Voix originales
- Jason Topolski : George
- A. J. Riebli III : A. J.
- Steve Purcell : Carl Fredericksen
- Peter Sohn : Russell
- Bob Peterson : Doug
- Kim Donovan : le reporter
- Claire Munzer : la vieille femme
- Valerie LaPoint : madame Peterson

### Voix françaises
- Pierre Margot : George
- Frantz Confiac : A. J.
- Charles Aznavour : Carl Fredericksen
- Tom Trouffier : Russell
- Guillaume Lebon : Doug
- ? : le reporter
- ? : la vieille femme
- ? : Mme Peterson

### Voix québécoises
- David Laurin : George
- Jean-François Beaupré : A. J.
- Charles Aznavour : Carl Fredericksen
- Tom Trouffier : Russell
- Rachid Badouri : Doug
- ? : le reporter
- ? : la vieille femme
- ? : Mme Peterson